# 热克斯
热克斯（法語：Gex，法語發音：[ʒɛks]），法国东部城市，奥弗涅-罗讷-阿尔卑斯大区安省的一个市镇，同时也是该省的一个副省会，下辖热克斯区，其市镇面积为32.02平方公里，2022年1月1日时人口数量为13,455人，在法国城市中排名第743位。
热克斯位于安省东部，汝拉山东麓，是一个区域性的中心城市，其附近区域被称为热克斯地区。热克斯靠近瑞士边境，二战后因法瑞国际贸易的增加而发展，并随着日内瓦的城市扩张而逐渐成为其远郊卫星城，成为大日内瓦的组成部分。

## 地名

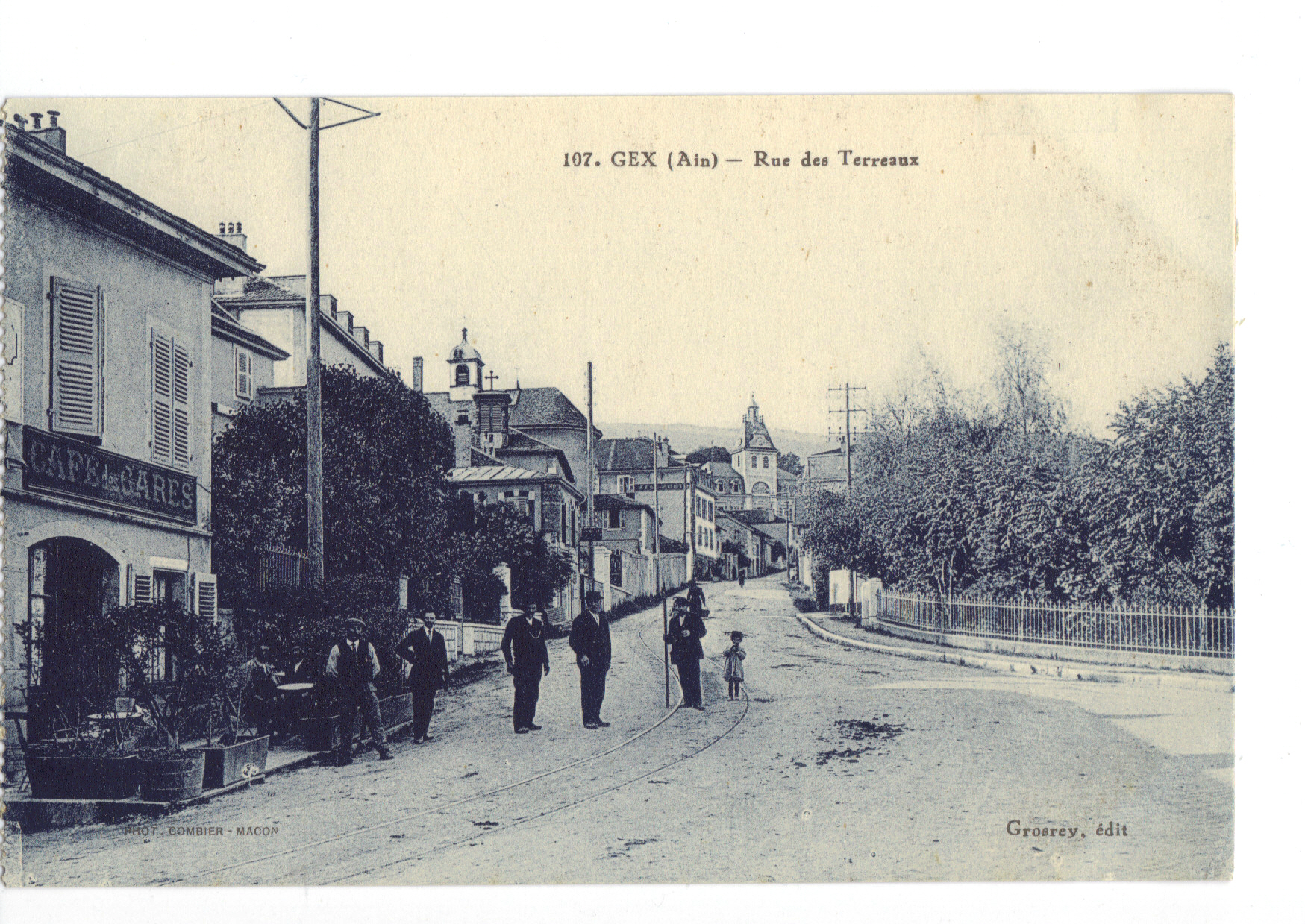
20世纪初的热克斯街头

“热克斯”一名来源于拉丁语单词，后者为条顿语单词“Gabajo”的变体，意为“茂密的森林”。
该地名早先的发音为[ʒɛ]，末尾字母“x”不发音，其经常出现在法兰克-普罗旺斯语地名中，仅用于标记重音而不应发音。然而自20世纪起，因矫枉过正而产生的发音[ʒɛks]开始流行。与之相对的是，今天热克斯周边的一些同样以“ex”结尾的地名，如埃什讷韦（Échenevex）、奥尔内（Ornex）、韦尔索内（Versonnex）等，末尾字母“x”仍然保持不发音。

## 历史
热克斯所处区域曾发现罗马人留下的痕迹。中世纪时，热克斯长期为萊芒湖西北岸附近的一处普通村落，1178年成为一初庄园主领地。13世纪后，热克斯地区逐渐被福西尼家族统治。1355年通过《巴黎条约》划入萨伏依王室。14世纪时，当地的封建领主获得男爵爵位。宗教战争期间，伯尔尼人和日内瓦人先后占领这一区域。1601年《里昂条约》签订后，热克斯地区彻底脱离萨伏依的统治，成为法兰西王国的领土。法国大革命后，热克斯成为安省的一个市镇，并成为一个地区行署，1815年起成为副省会。二战后，热克斯附近的福西耶岭被开发成为一处滑雪旅游度假区，同时，随着日内瓦的城市扩张以及法瑞交流的日益频繁，热克斯逐渐发展成为日内瓦的一座卫星城，人口数量逐年增加。

## 地理

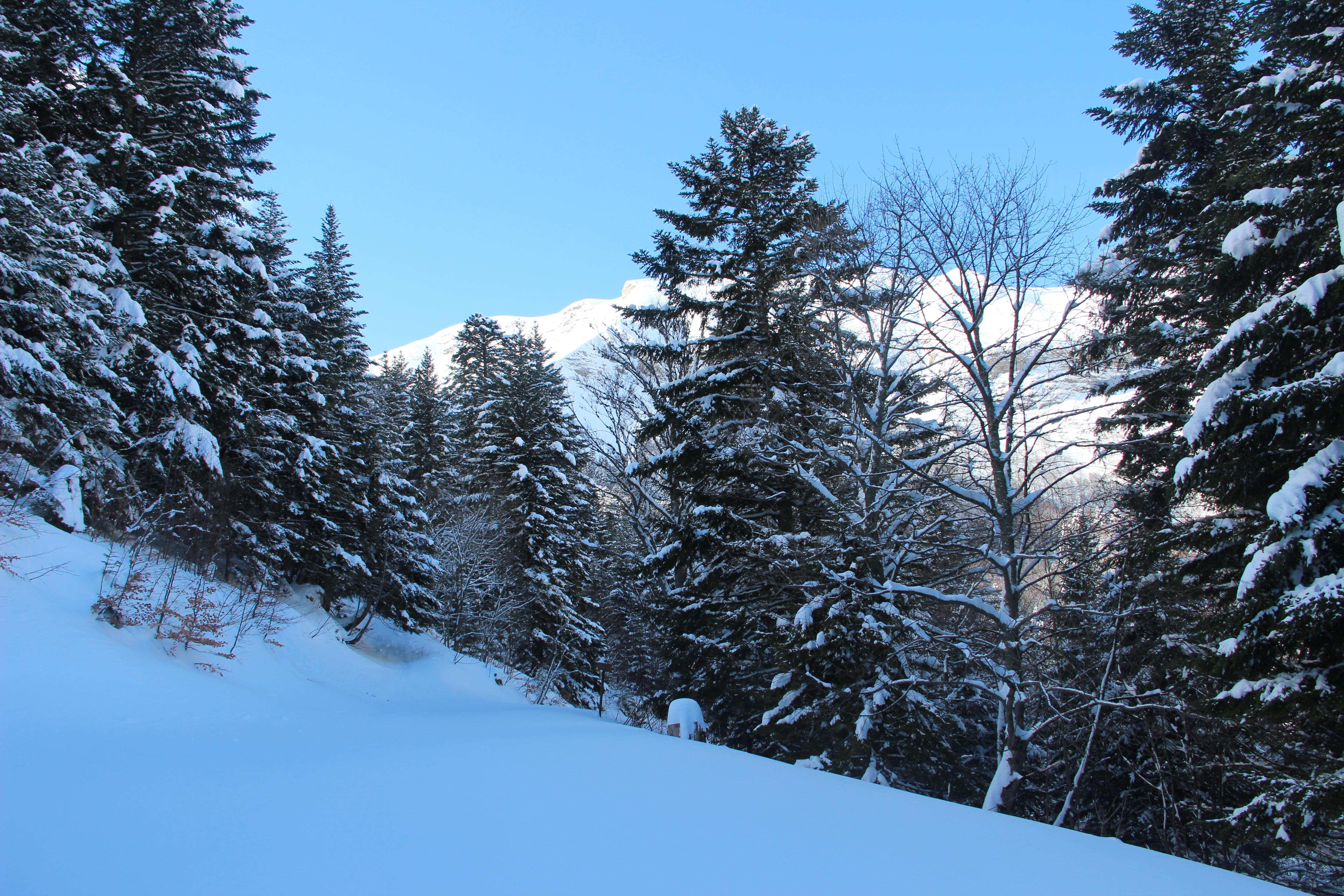
热克斯附近山区的雪景

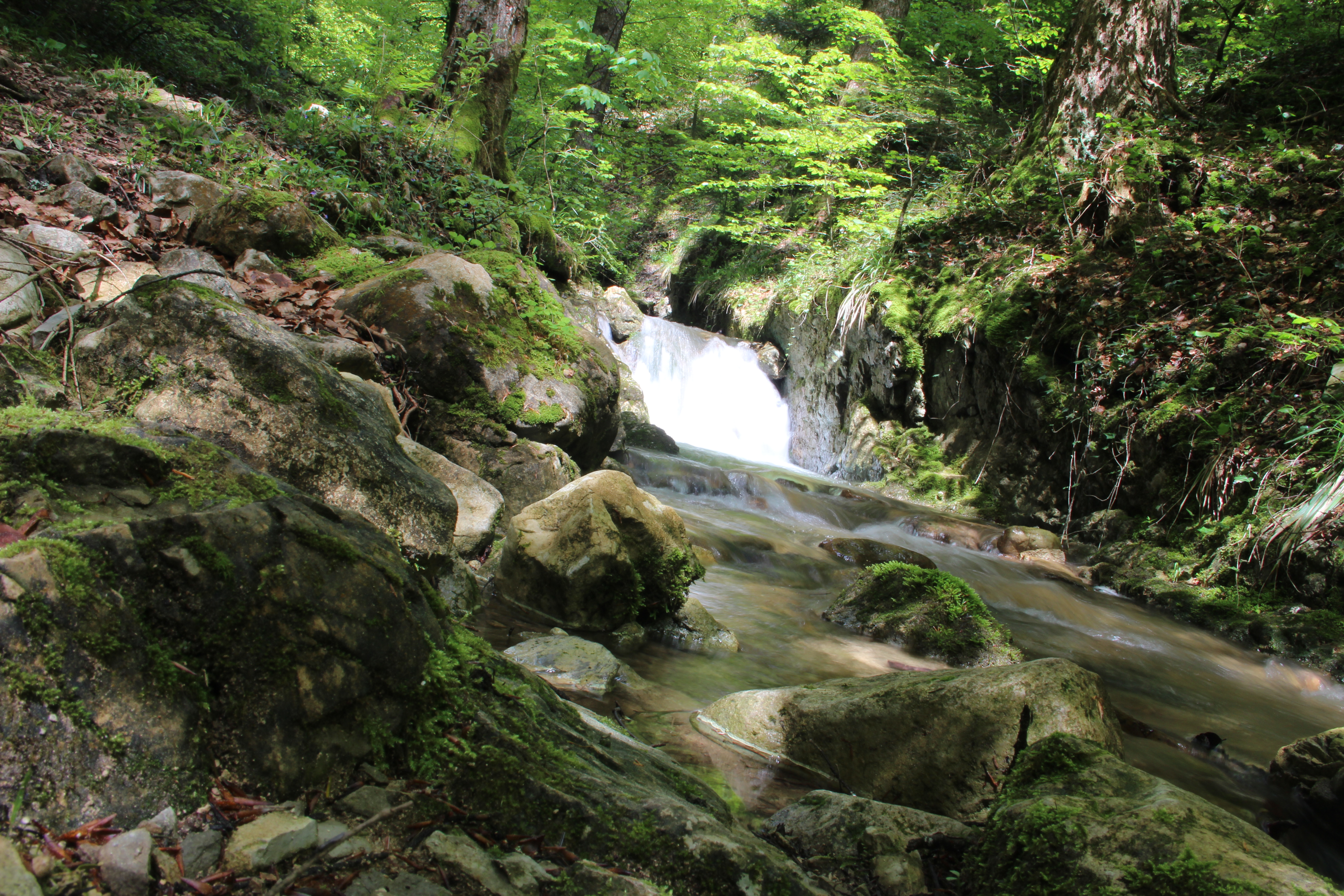
大茹尔南河

热克斯位于法国东部，奥弗涅-罗讷-阿尔卑斯大区东北部和安省东部，距离省会布雷斯地区布尔格大约110公里。与热克斯接壤的市镇包括：塞西、埃什讷韦、格里伊、米茹、沃桑西。

### 地形
热克斯位于汝拉山东麓，市区位于冲积平原上，市镇范围则包含了西部的大片山地，全境海拔在532到1,614米之间。

### 水文
大茹尔南河自西北向东南流经境内，属于罗讷河水系。

### 植被
热克斯属于温带落叶林区，林地广泛分布于河流两岸，市区西侧为上汝拉山自然保护区的一部分。

### 气候
热克斯在柯本气候分类法中属于温带海洋性气候，但因其地形相对封闭，距离海岸线较远，故当地又有一定的大陆性及山地特征。
距离热克斯最近的气象站位于日内瓦境内，以下为该气象站的数据：
| 日内瓦1981年－2019年 | 日内瓦1981年－2019年 | 日内瓦1981年－2019年 | 日内瓦1981年－2019年 | 日内瓦1981年－2019年 | 日内瓦1981年－2019年 | 日内瓦1981年－2019年 | 日内瓦1981年－2019年 | 日内瓦1981年－2019年 | 日内瓦1981年－2019年 | 日内瓦1981年－2019年 | 日内瓦1981年－2019年 | 日内瓦1981年－2019年 | 日内瓦1981年－2019年 |
| 月份                 | 1月                  | 2月                  | 3月                  | 4月                  | 5月                  | 6月                  | 7月                  | 8月                  | 9月                  | 10月                 | 11月                 | 12月                 | 全年                 |
| -------------------- | -------------------- | -------------------- | -------------------- | -------------------- | -------------------- | -------------------- | -------------------- | -------------------- | -------------------- | -------------------- | -------------------- | -------------------- | -------------------- |
| 历史最高温 °C（°F）  | 17.3 (63.1)          | 20.6 (69.1)          | 24.9 (76.8)          | 27.5 (81.5)          | 33.8 (92.8)          | 36.5 (97.7)          | 39.7 (103.5)         | 37.6 (99.7)          | 34.8 (94.6)          | 27.3 (81.1)          | 23.2 (73.8)          | 20.8 (69.4)          | 39.7 (103.5)         |
| 平均高温 °C（°F）    | 4.5 (40.1)           | 6.4 (43.5)           | 11.2 (52.2)          | 15 (59)              | 19.8 (67.6)          | 23.6 (74.5)          | 26.5 (79.7)          | 25.9 (78.6)          | 21 (70)              | 15.4 (59.7)          | 8.8 (47.8)           | 5.3 (41.5)           | 15.3 (59.5)          |
| 日均气温 °C（°F）    | 1.5 (34.7)           | 2.6 (36.7)           | 6.3 (43.3)           | 9.7 (49.5)           | 14.2 (57.6)          | 17.7 (63.9)          | 20.3 (68.5)          | 19.7 (67.5)          | 15.7 (60.3)          | 11.2 (52.2)          | 5.5 (41.9)           | 2.6 (36.7)           | 10.6 (51.1)          |
| 平均低温 °C（°F）    | −1.4 (29.5)          | −1 (30)              | 1.6 (34.9)           | 4.6 (40.3)           | 8.9 (48.0)           | 12.1 (53.8)          | 14.2 (57.6)          | 13.8 (56.8)          | 10.6 (51.1)          | 7.3 (45.1)           | 2.4 (36.3)           | 0 (32)               | 6.1 (43.0)           |
| 历史最低温 °C（°F）  | −19.9 (−3.8)         | −20 (−4)             | −13.3 (8.1)          | −5.2 (22.6)          | −2.2 (28.0)          | 0 (32)               | 3 (37)               | 4.8 (40.6)           | 0.2 (32.4)           | −4.7 (23.5)          | −10.9 (12.4)         | −17 (1)              | −20 (−4)             |
| 平均降水量 mm（）    | 70.2 (2.76)          | 62.6 (2.46)          | 65.2 (2.57)          | 66.2 (2.61)          | 77.4 (3.05)          | 84.5 (3.33)          | 73.3 (2.89)          | 75.5 (2.97)          | 92.3 (3.63)          | 96.9 (3.81)          | 82.6 (3.25)          | 83.3 (3.28)          | 930 (36.6)           |
| 月均日照時數         | 59                   | 88.9                 | 154.1                | 176.3                | 197                  | 234.7                | 262.9                | 237                  | 189.2                | 118.4                | 67.1                 | 50.1                 | 1,834.7              |
| 来源：infoclimat.fr  |                      |                      |                      |                      |                      |                      |                      |                      |                      |                      |                      |                      |                      |

## 行政区划
热克斯是法国奥弗涅-罗讷-阿尔卑斯大区安省的一个市镇，编号为01173，它也是安省的一个副省会。热克斯下辖热克斯区，隶属于安省第三选区，管理热克斯县，同时也是热克斯地区城市圈公共社区的办公驻地。
法国国家统计与经济研究所（简称）在进行数据统计时，将热克斯及相邻的另外2个市镇设为热克斯城市核心区，在经济学上被认为是大日内瓦的一部分。同时，还将热克斯市镇分为了3个“块区”（IRIS），以便于统计人口分布情况。

## 交通

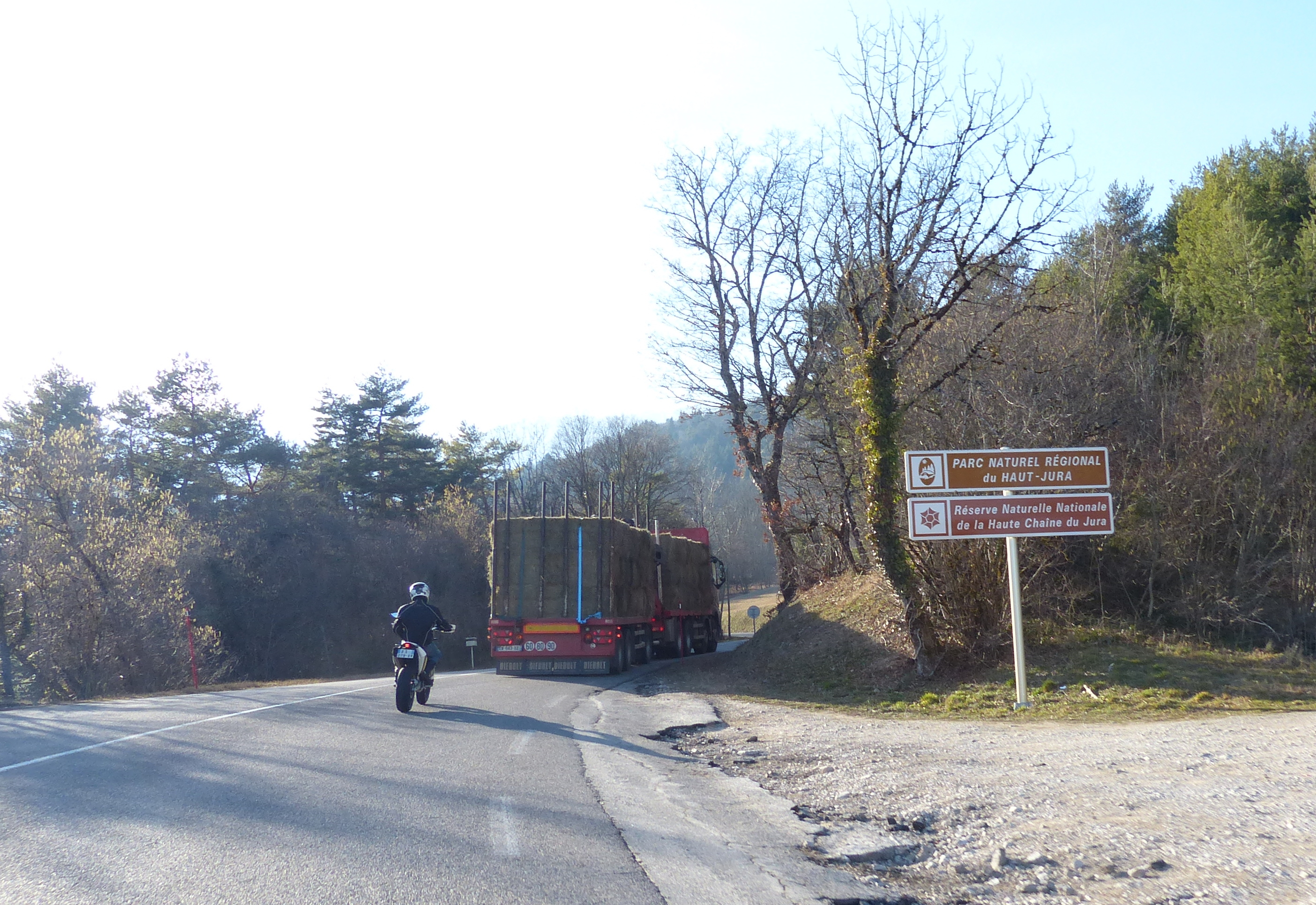
热克斯附近进入汝拉山区的公路

### 公路
多条安省省道在热克斯境内交汇。奥弗涅-罗讷-阿尔卑斯大区城际客运的33号线连接热克斯和瓦尔瑟罗讷并停靠沿途大部分市镇，可通过贝勒加德站联程中转前往巴黎方向的高速列车。安省城际客运的160号巴士线路则可连接热克斯和省会布雷斯地区布尔格。
2017年，82.3%的热克斯家庭拥有至少一辆的私人汽车。2018年，热克斯境内共发生各类交通事故5起，造成5人受伤。

### 铁路
距离热克斯最近的铁路客运车站为位于瑞士境内的科佩火车站，后者是莱芒特快的北端起点。

### 航空
距离热克斯最近的民用航空站为日内瓦国际机场，距离热克斯市中心的公路里程约13.5公里。

### 城市公共交通
热克斯地方交通814线（热克斯—科佩火车站）、日内瓦公交F线和日内瓦夜间公交途径热克斯。

## 政治

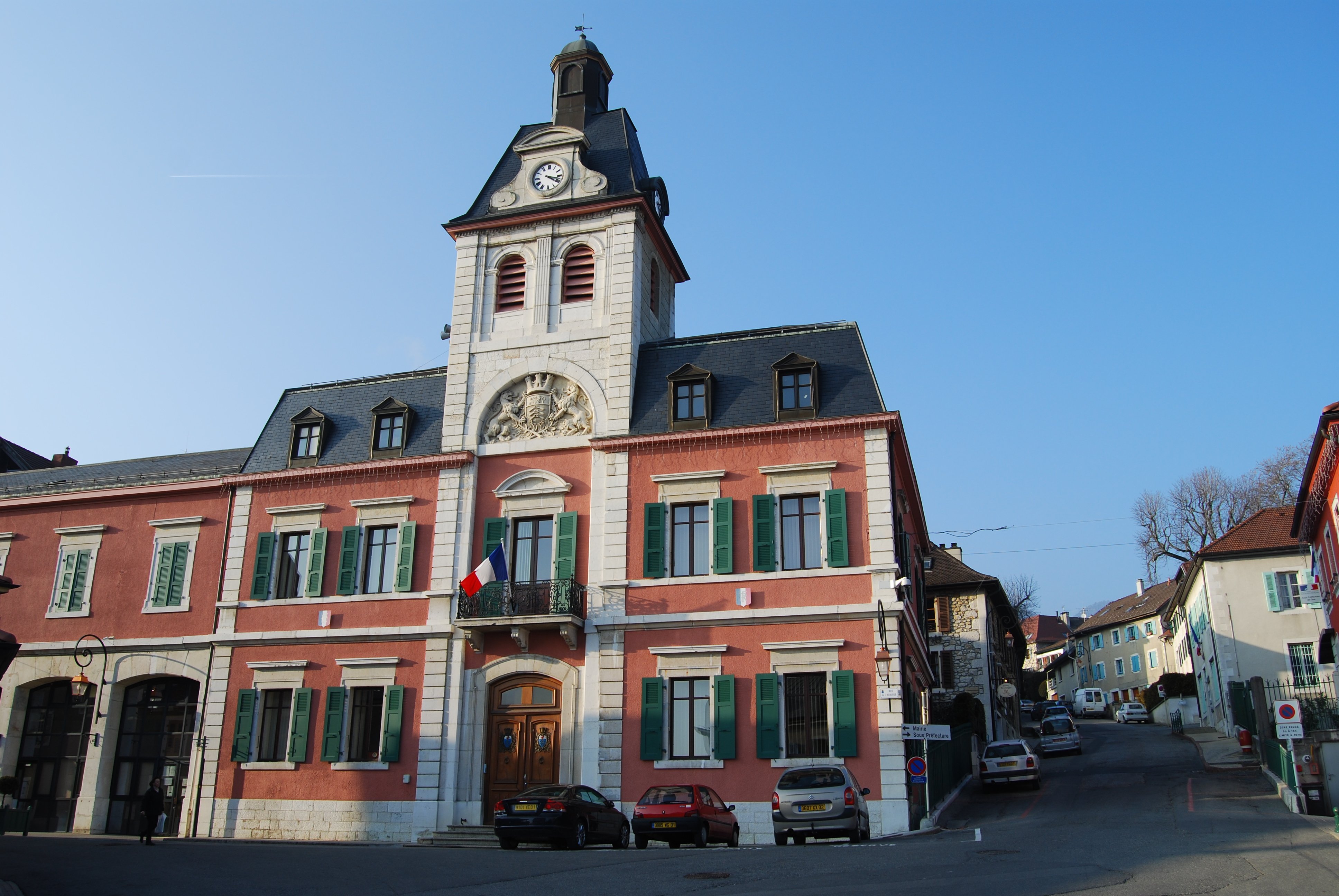
热克斯市政厅

热克斯的现任市长为帕特里斯·迪南先生（Patrice Dunand），他是一名右翼无党派人士，在2020年的市政选举中获得了71.35%的支持率。
在2017年的法国总统大选中，法国第25任总统埃马纽埃尔·马克龙在热克斯获得了73.74%的支持率。
| 热克斯历届市长 |                 |                   |
| 任期           | 市长            | 党派              |
| 1945年－1976年 | 马里尤斯·卡多兹 | 不详              |
| 1976年－1983年 | 米歇尔·安德烈   | 不详              |
| 1983年－1995年 | 米歇尔·尼科     | 無黨籍            |
| 1995年－2014年 | 热拉尔·保利     | DVD右翼无党派人士 |
| 2014年－       | 帕特里斯·迪南   | DVD右翼无党派人士 |

## 人口
2017年，热克斯市镇人口数量为13,118，在法国排名第743位。其中男性6,559人，女性6,559人，75岁及以上人口占3.8%，外籍人口数量为2,798人，人口密度为410人/平方公里，当地男性居民被称为或，女性居民则被称为或。2018年，热克斯境内出生213人，死亡人口72人。
| 年份   | 1936  | 1946  | 1954  | 1962  | 1968  | 1975  | 1982  | 1990  | 1999  | 2006  | 2011   | 2016   | 2018   |
| ------ | ----- | ----- | ----- | ----- | ----- | ----- | ----- | ----- | ----- | ----- | ------ | ------ | ------ |
| 人口數 | 1,966 | 1,874 | 2,041 | 2,361 | 3,137 | 4,296 | 4,868 | 6,615 | 7,733 | 9,323 | 10,446 | 12,652 | 13,093 |

## 经济
热克斯是一个区域性的中心城市，当地共有各类用人单位1,178家，平均历史为14年，其中99.55%为中小型企业（PME）。（大型零售）、（水环境处理）及（糕点食品）是当地2019年营业额最高的三个企业，分别为42,195,094欧元、1,814,018欧元和1,204,939欧元。

## 财政收入
2018年，热克斯的财政收入总额为14,716,400欧元，财政支出总额为10,695,000欧元，当年的债务总额为8,778,810欧元。
2015年，热克斯的人均收入总额为2,341欧元，其中高职人员为4,144欧元，普通职员为1,833欧元。
2017年，热克斯境内的青壮年（15至64岁）失业率为9.9%，当地61.4%的家庭拥有纳税资格。

## 社会事务

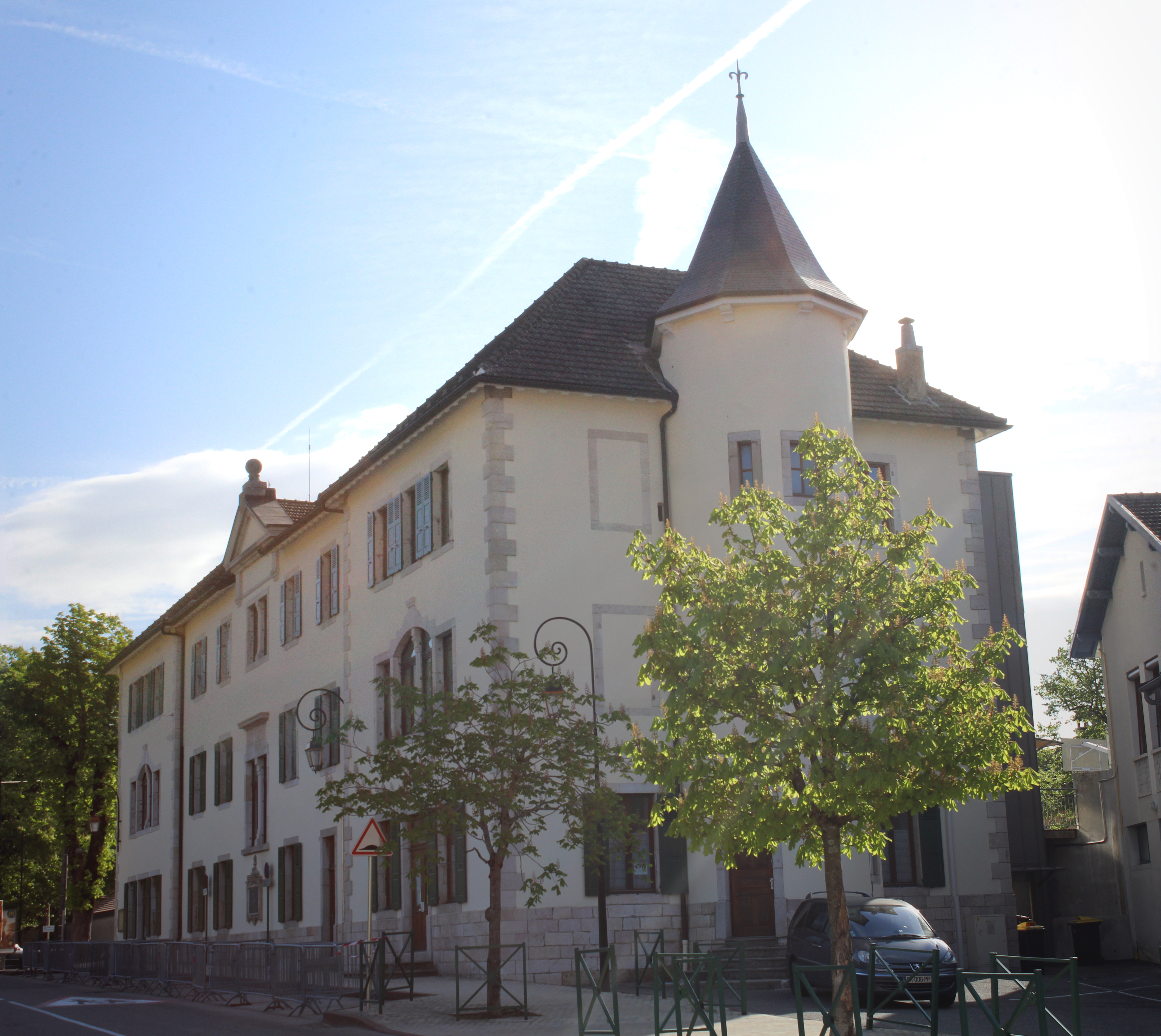
热克斯市立学校

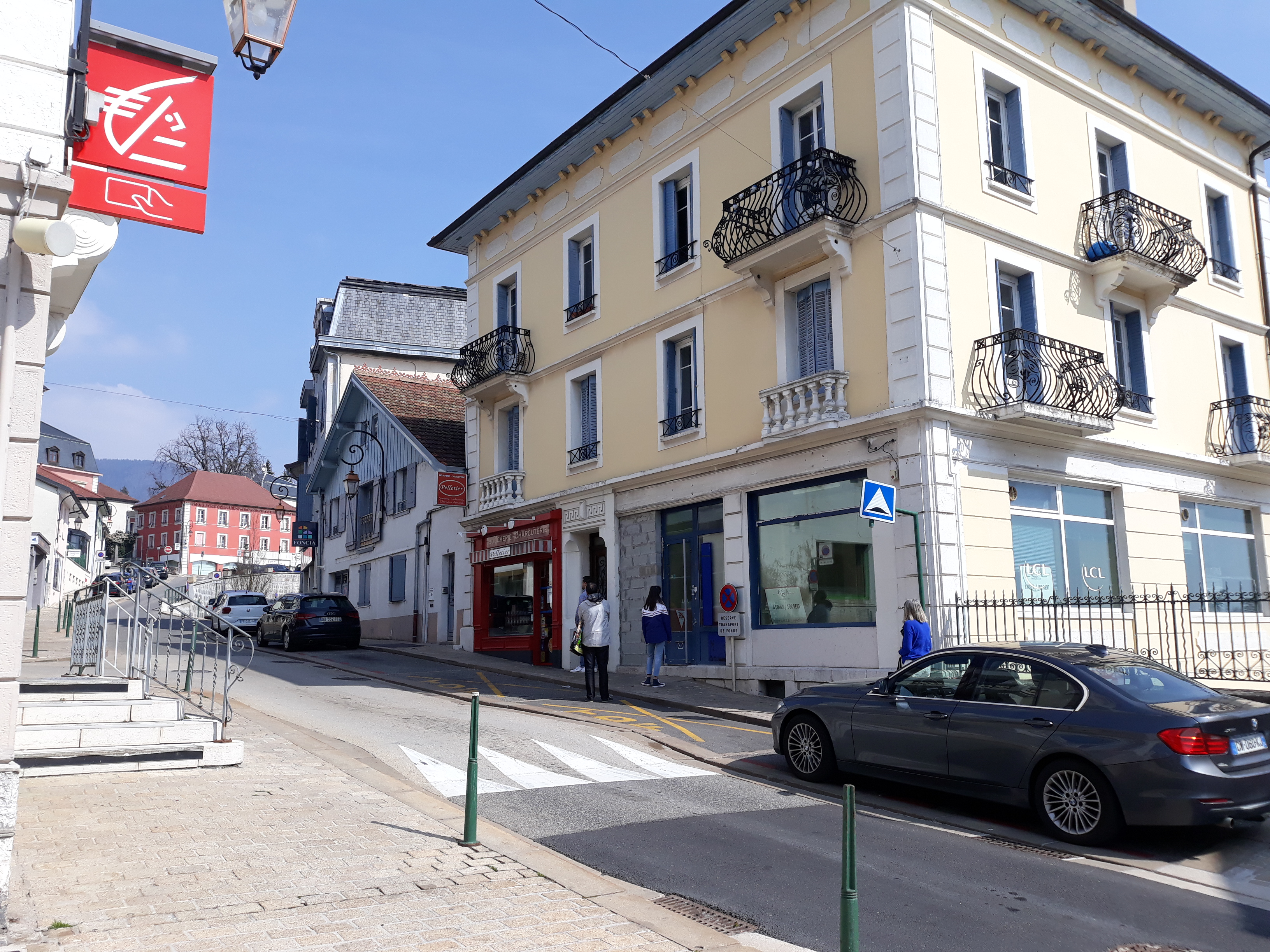
热克斯市中心街景

### 教育
热克斯属于里昂学区。截止2019年1月1日，热克斯境内共有3所幼儿园、5所小学和3所初级中学。2018至2019学年度，热克斯境内共有在校中等教育阶段学生1,347名。

### 医疗
截止2019年1月1日，热克斯境内共有全科医生9名、保健师5名、牙医2名、护士5名、助产士1名和儿科医生1名。境内共有药房2家、养老院2家、残疾人帮扶中心1家。
热克斯地区中心医院（Centre Hospitalier du pays de Gex）是法国的一个区域性医疗机构，其主病区位于热克斯市区，设有床位220个，是当地规模最大的公立综合性医院。

### 住房
2017年，热克斯境内共有各类住房6,670套，其中29%为独立式居民区，67.9%为集中式居民区。常住房屋占热克斯市镇范围内居民建筑总量的29%。

### 商业
2019年，热克斯境内共有各类实体商铺204家，其中餐厅30家、大型超市4家、杂货店0家、面包房6家、肉铺2家、书店2家、装饰品店0家、银行门店10家、美容美发店8家、汽车维修店13家。市区东部建有开放式商业街区。

### 体育
2019年，热克斯境内共有1家游泳池、3间体育馆、6处网球场、3处马术场、3处足球或橄榄球场以及2处篮球或排球场。
热克斯境内共有两家注册足球俱乐部：塞西-热克斯足球俱乐部（F.C. Cessy-Gex）和热克斯青年足球俱乐部（GJ Pays de Gex F.C.），2020至2021赛季均参加安省足球联赛。

### 环境
热克斯的环境事务由其所属的公共社区负责。2019年，热克斯境内暂无污染企业。

### 治安
2019年，热克斯市镇范围内有1处宪兵队。
2014年，热克斯及附近地区共发生各类案件5,326起，其中盗窃类案件3,470起，经济类案件511起，毒品交易类案件198起。

## 文化
2019年，热克斯境内有1家电影院。热克斯市政府提供多媒体中心，向公众全年开放。

### 建筑
热克斯境内有多处法国国家文物保护单位，其中热克斯圣伯多禄教堂（Église Saint-Pierre de Gex）、热克斯诸圣末日耶稣教堂（Église de Jésus-Christ des Saints des Derniers Jours de Gex）等为当地的代表性建筑物。

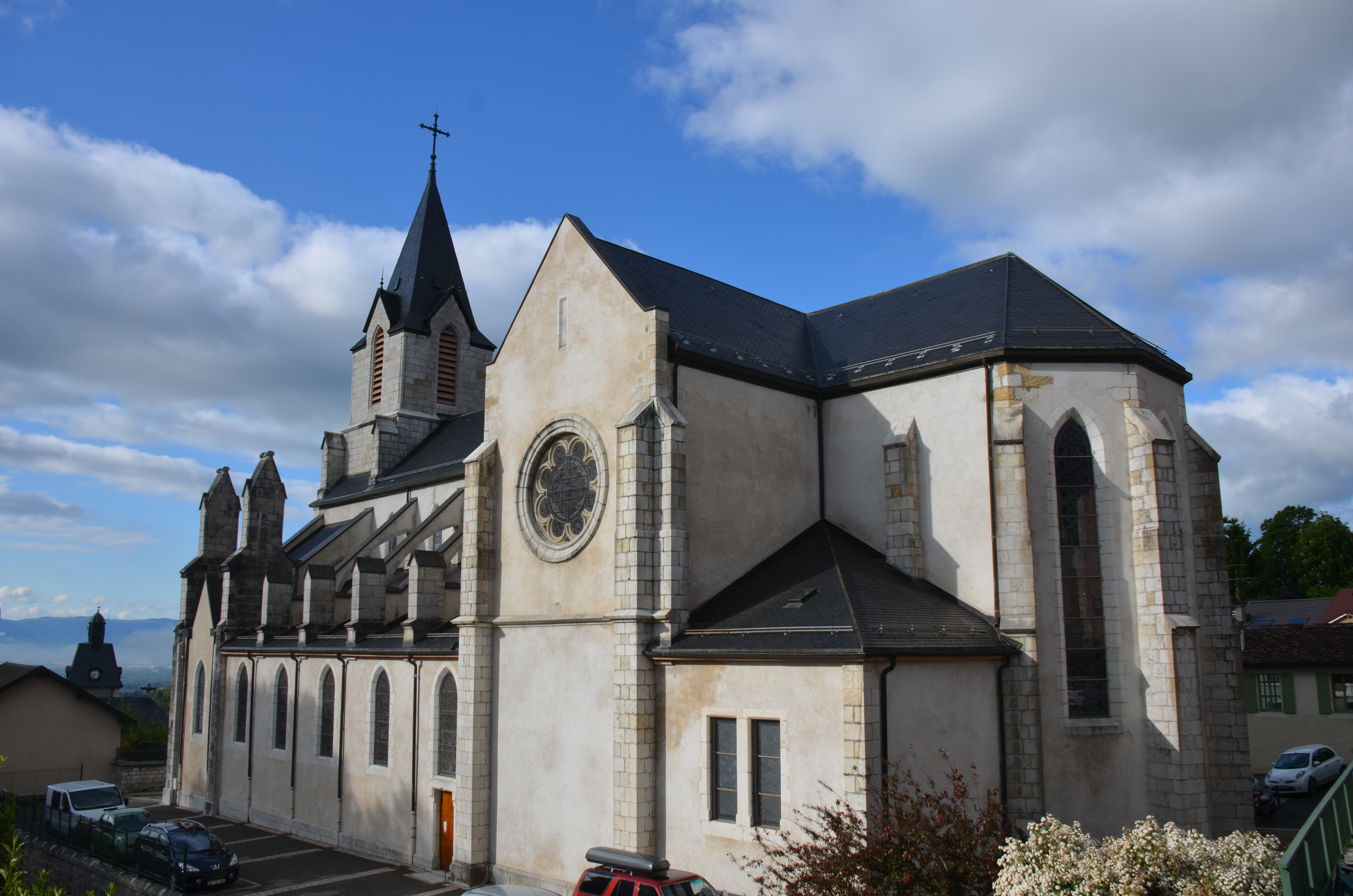
圣伯多禄教堂
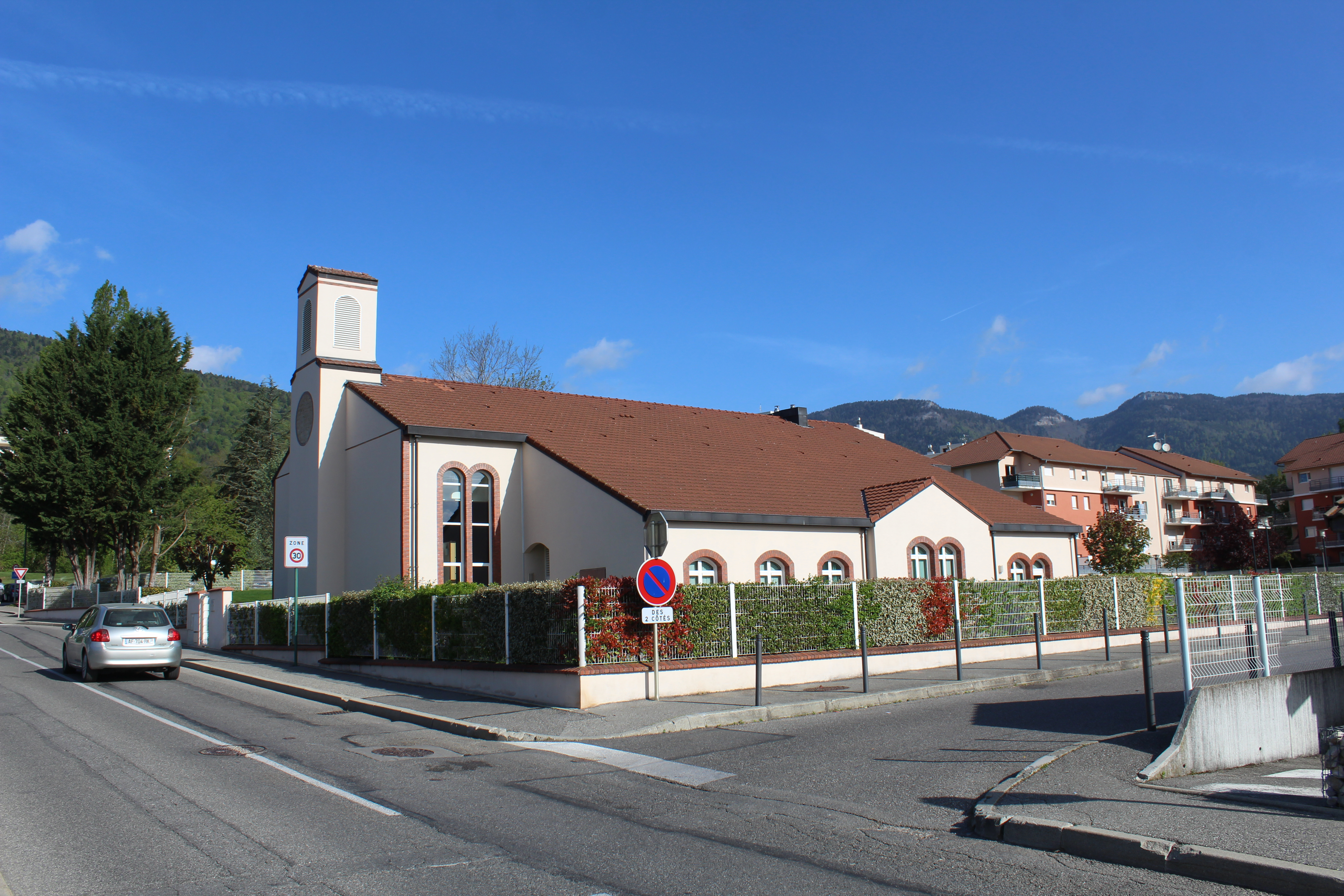
诸圣末日耶稣教堂
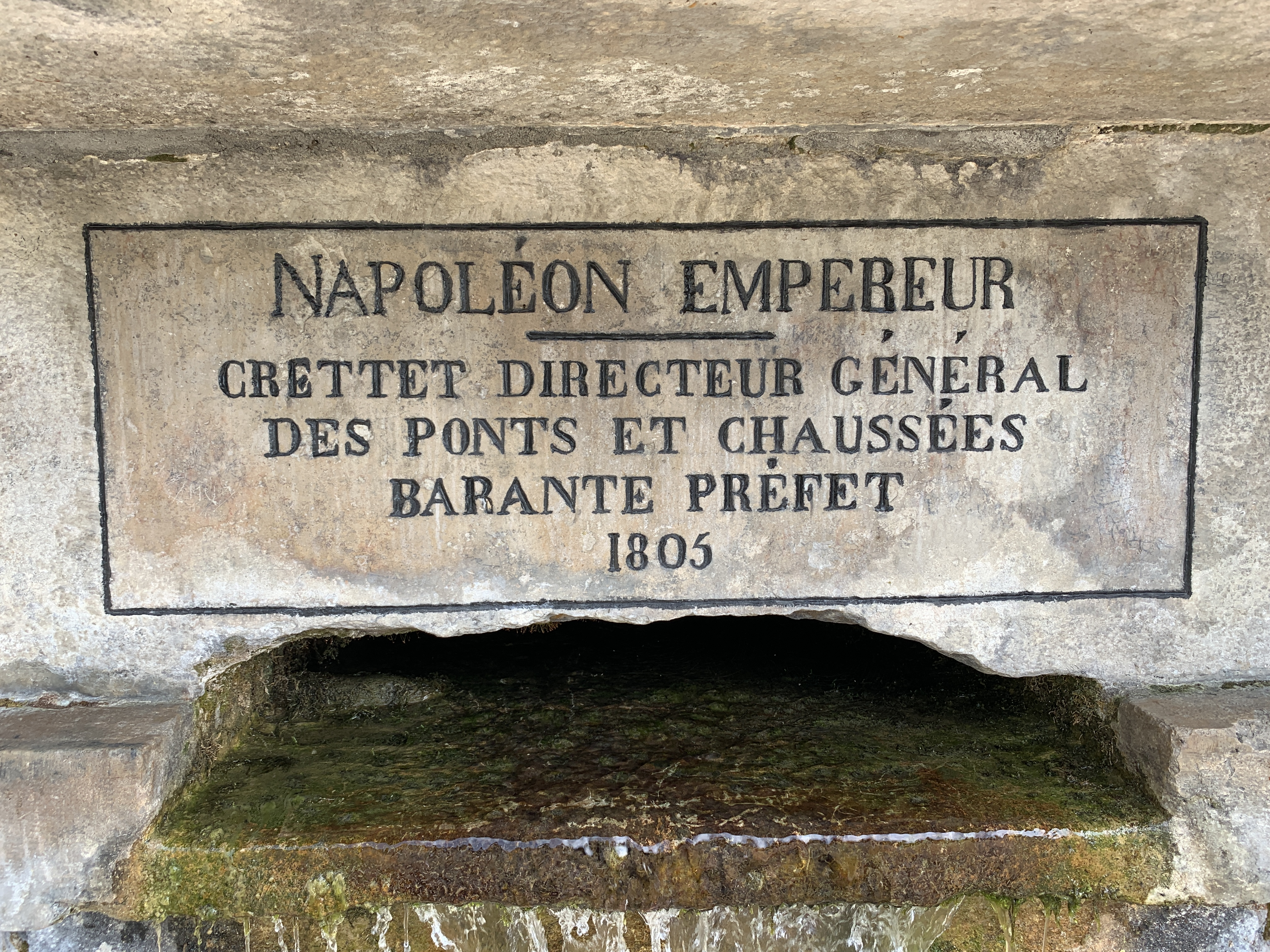
拿破仑之泉（法语：Fontaine Napoléon）
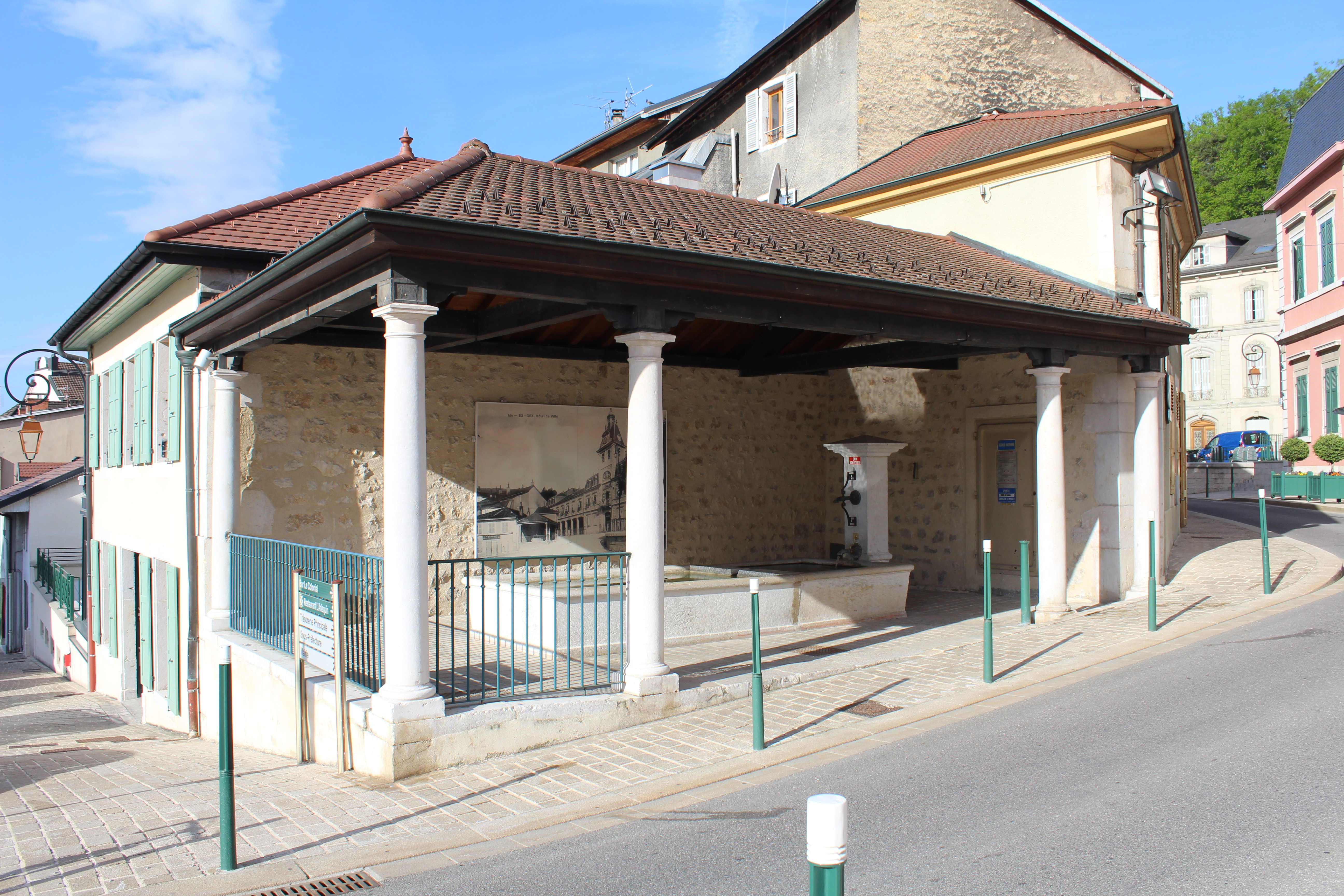
热克斯洗衣池（法语：Lavoir de Gex）
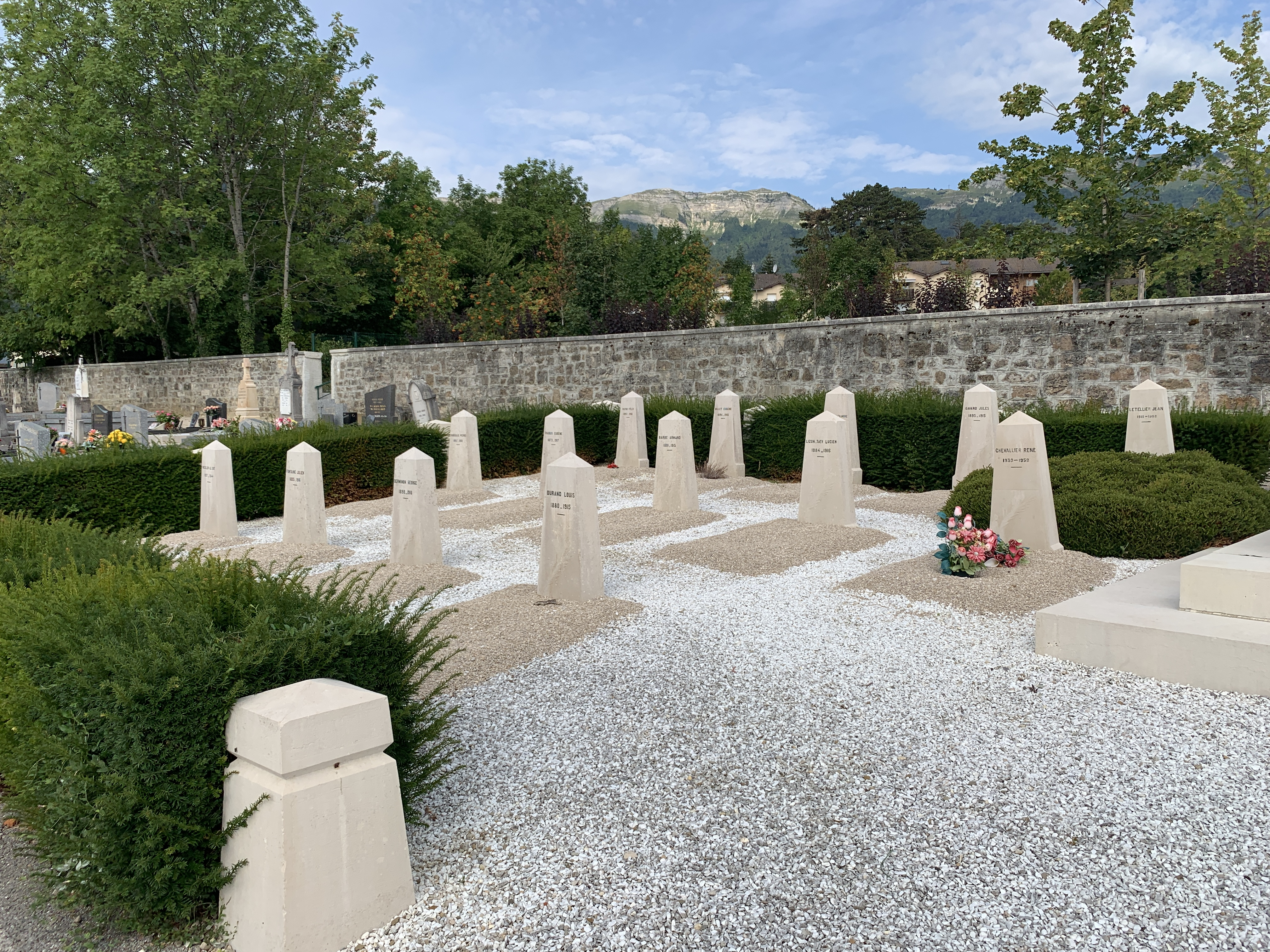
烈士陵园

### 旅游
热克斯的旅游事务由其所属的公共社区负责。2020年，热克斯境内共有4家宾馆共计124间房间；另有1个露营地，可容纳共135辆露营车。

### 媒体
法国主要的媒体均可在热克斯接收，法国电视三台下属的奥弗涅-罗讷-阿尔卑斯大区频道在部分时段播出热克斯所属区域的地方新闻。

## 友好城市
截至2021年1月，热克斯暂未建立任何友好城市关系。